# Stadtmuseum Volary

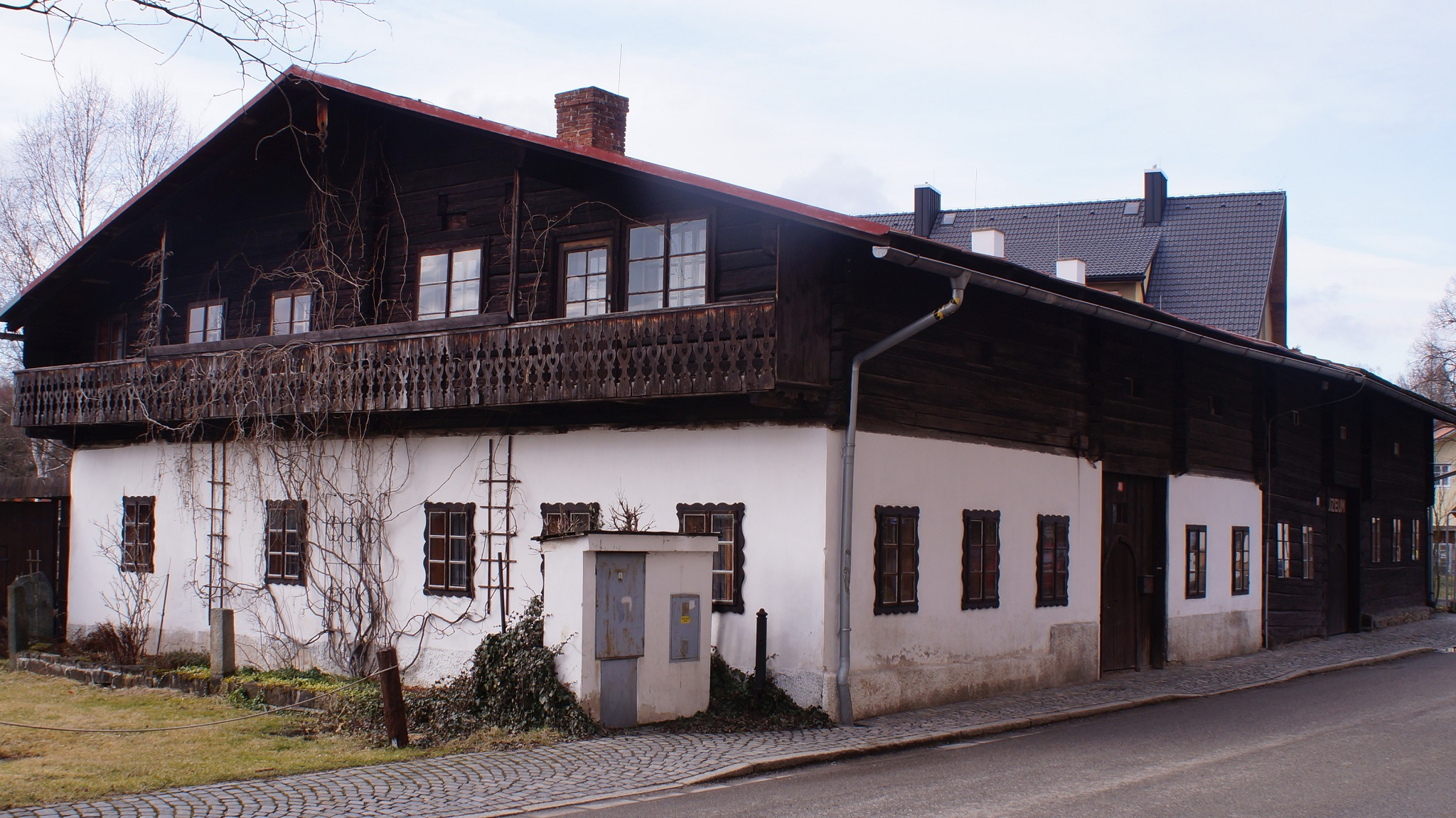
Stadtmuseum Volary, Gesamtansicht

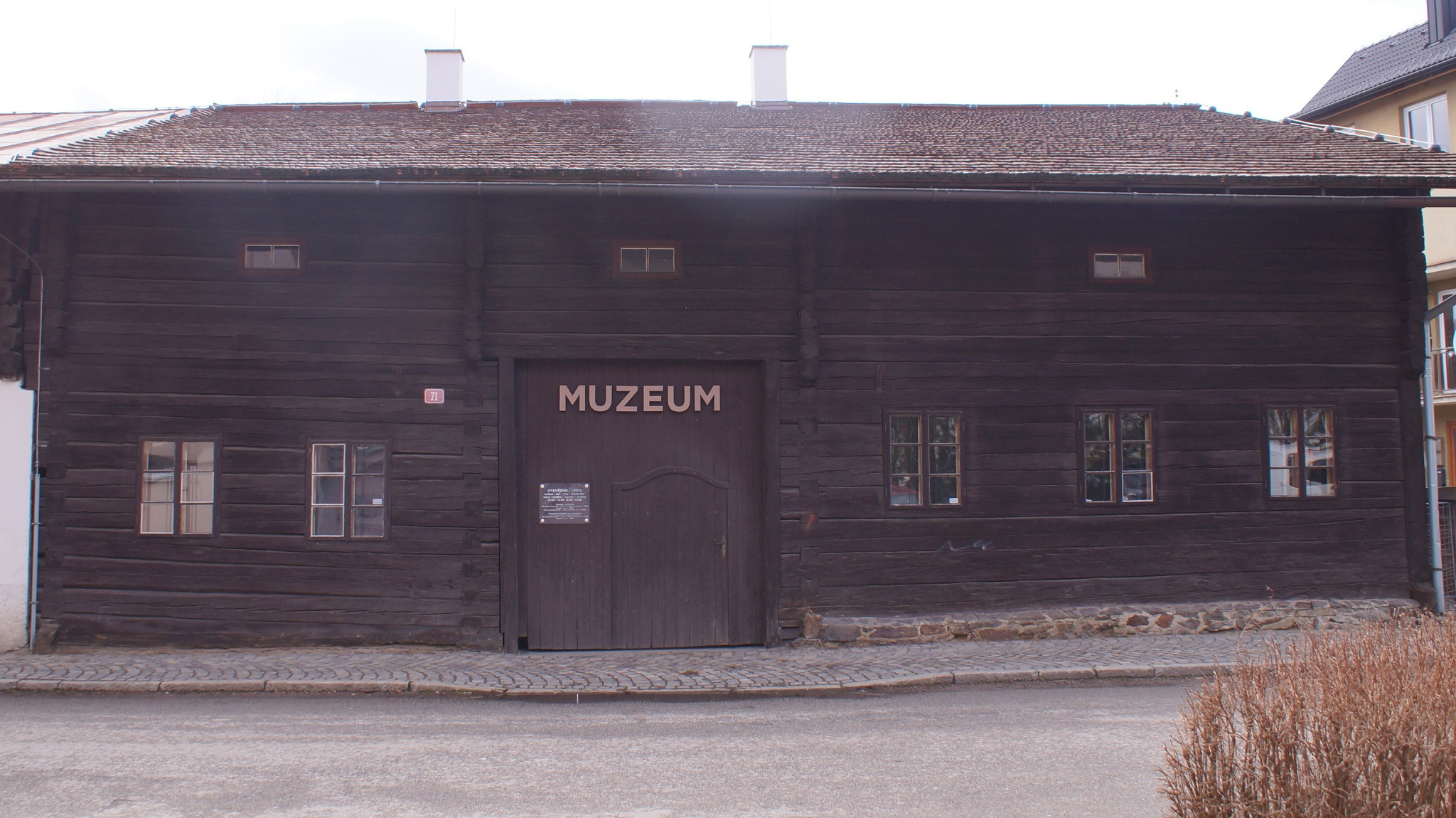
Stadtmuseum Volary, Eingang in der Česká 71

Das Stadtmuseum Volary (tschechisch Volarské muzeum) ist ein Heimatmuseum in Volary (deutsch Wallern) und befindet sich unweit des Zentrums in zwei denkmalgeschützten Wallerer Häusern (Volarský dům). Es wurde als städtisches Museum gegründet und ist als Teil des KIC – Volary (Kulturní a informační centrum Volary) mit dem Informationszentrum und der Stadtbücherei verbunden. Das Museum ist von Anfang Mai bis Ende September geöffnet.

## Geschichte
Die Gebäude des Museum trugen die Hausnamen Luther und Schworz-Werdl. Sie stehen seit Mai 1958 unter Denkmalschutz und wurden im Juli 1995 Teil des Denkmalreservat (památková rezervace) der Stadt Volary (ÚSKP 1074).

## Sammlungen
Nach einer Gesamtrenovierung der Gebäude wurden die Sammlungen neu gestaltet. Für die Besucher gibt es neben zwei jährlichen Sonderausstellungen eine Dauerausstellung zu folgenden Themen:
- Geschichte der Handelsstraße Goldener Steig
- Darstellung der Stadtgeschichte von Volary mit Exponaten von Handwerk und täglichem Leben
- Raum zur Geschichte der Eisenbahn in der Stadt
- alte Fotografien der Stadt Wallern
- Gedenken an den Todesmarsch des KZ-Außenlager Helmbrechts und die Ereignisse vom 4. Mai 1945
- Im Innenhof des Hauses 71 sind landwirtschaftliches Gerät und Schlitten ausgestellt.

## Standort
Das Museum befindet sich in den Häusern čp. 70 und 71 in der Česká. Die Hausnummern sind Konskriptionsnummern (číslo popisné). Die Wallerer Häuser mit den typischen flachen Satteldächern stammen aus dem 18. Jahrhundert und haben ihre Einfahrten an der Straßenseite. Haus 70 ist mit sieben Fensterachsen und einem Balkon über die ganze Breite des Hauses nach Süden ausgerichtet. Sein Sockel wurde in Ziegelstein erneuert. Haus 71 ist gänzlich in Blockbohlenbauweise errichtet und zur Straße ausgerichtet, der Nordgiebel ist mit Schindeln verkleidet. Die Scheune des Hauses 70 wurde 1991 abgerissen, die Nebengebäude von Haus 71 sind weitgehend vorhanden. Dazu gehört ein Backofen im Innenhof.